# ATS D3
L'ATS D3 fu una vettura di Formula 1 che esordì nella stagione 1979 e corse anche in quella successiva. Spinta da un tradizionale motore Ford Cosworth DFV, adottava un cambio Hewland FGA 400, e fu concepita da Nigel Stroud.
Evoluzione del modello D2, venne rivista nella scocca e nelle sospensioni risultando più efficiente del modello precedente. La D3 debuttò al Gran Premio d'Austria 1979 e nella stagione venne guidata da Hans-Joachim Stuck, unico pilota del team; il pilota tedesco ottenne un quinto posto nel Gran Premio degli Stati Uniti-Est, primo arrivo a punti per la scuderia tedesca. Utilizzata anche nei primi appuntamenti dell'anno seguente, in cui Marc Surer sostituì Stuck e in cui una seconda vettura fu affidata a Jan Lammers, la D3 colse come miglior risultato un settimo posto con Surer nel Gran Premio del Brasile prima di essere sostituita con la nuova ATS D4.

## Risultati
| Anno | Team       | Motore            | Gomme | Piloti |  |  |  |  |  |  |  |  |  |  |     |     |    |     |   | Punti | Pos. |
| ---- | ---------- | ----------------- | ----- | ------ |  |  |  |  |  |  |  |  |  |  | --- | --- | -- | --- | - | ----- | ---- |
| 1979 | ATS Wheels | Ford Cosworth DFV | G     | Stuck  |  |  |  |  |  |  |  |  |  |  | Rit | Rit | 11 | Rit | 5 | 2     | 11º  |

| Anno | Team     | Motore            | Gomme | Piloti  |     |    |    |  |  |  |  |  |  |  |  |  |  |  | Punti | Pos. |
| ---- | -------- | ----------------- | ----- | ------- | --- | -- | -- |  |  |  |  |  |  |  |  |  |  |  | ----- | ---- |
| 1980 | Team ATS | Ford Cosworth DFV | G     | Surer   | Rit | 7  |    |  |  |  |  |  |  |  |  |  |  |  | 0     | -    |
| 1980 | Team ATS | Ford Cosworth DFV | G     | Lammers | NQ  | NQ | NQ |  |  |  |  |  |  |  |  |  |  |  | 0     | -    |

| Legenda | 1º posto     | 2º posto | 3º posto    | A punti         | Senza punti/Non class.  | Grassetto – Pole position Corsivo – Giro più veloce |
| Legenda | Squalificato | Ritirato | Non partito | Non qualificato | Solo prove/Terzo pilota | Grassetto – Pole position Corsivo – Giro più veloce |